# Giovanni Garrone
Giovanni Garrone (Lodi, 21 settembre 1916 – ...) è stato un calciatore italiano, di ruolo mediano.

## Carriera
Ha giocato a Lodi sua città natale con il Fanfulla quattro campionati di Serie B, ha esordito il 4 giugno 1939 nella partita Fanfulla-Spezia (1-0).

## Palmarès

### Club

#### Competizioni nazionali
- Serie C: 1

Fanfulla: 1937-1938